# دانی اسپجو
دانی اسپجو (انگلیسی: Dani Espejo؛ زادهٔ ۲۳ ژوئیهٔ ۱۹۹۳) بازیکن فوتبال اهل اسپانیا است.
از باشگاه‌هایی که در آن بازی کرده‌است می‌توان به باشگاه فوتبال کوردوبا و باشگاه فوتبال اتلتیکو مادرید بی اشاره کرد.